# كوول مو دي
كوول مو دي (بالإنجليزية: Kool Moe Dee) هو كاتب أغاني ومغني أمريكي، ولد في 8 أغسطس 1962 في نيويورك في الولايات المتحدة.

## وصلات خارجية
- كوول مو دي على موقع IMDb (الإنجليزية)
- كوول مو دي على موقع ألو سيني (الفرنسية)
- كوول مو دي على موقع ميوزك برينز (الإنجليزية)
- كوول مو دي على موقع أول موفي (الإنجليزية)
- كوول مو دي على موقع قاعدة بيانات الأفلام السويدية (السويدية)
- كوول مو دي على موقع إن إن دي بي (الإنجليزية)
- كوول مو دي على موقع أول ميوزيك (الإنجليزية)
- كوول مو دي على موقع ديسكوغز (الإنجليزية)
- كوول مو دي على موقع ديسكوغز (الإنجليزية)
- كوول مو دي على موقع قاعدة بيانات الفيلم (الإنجليزية)